# Scenkonst i Sverige

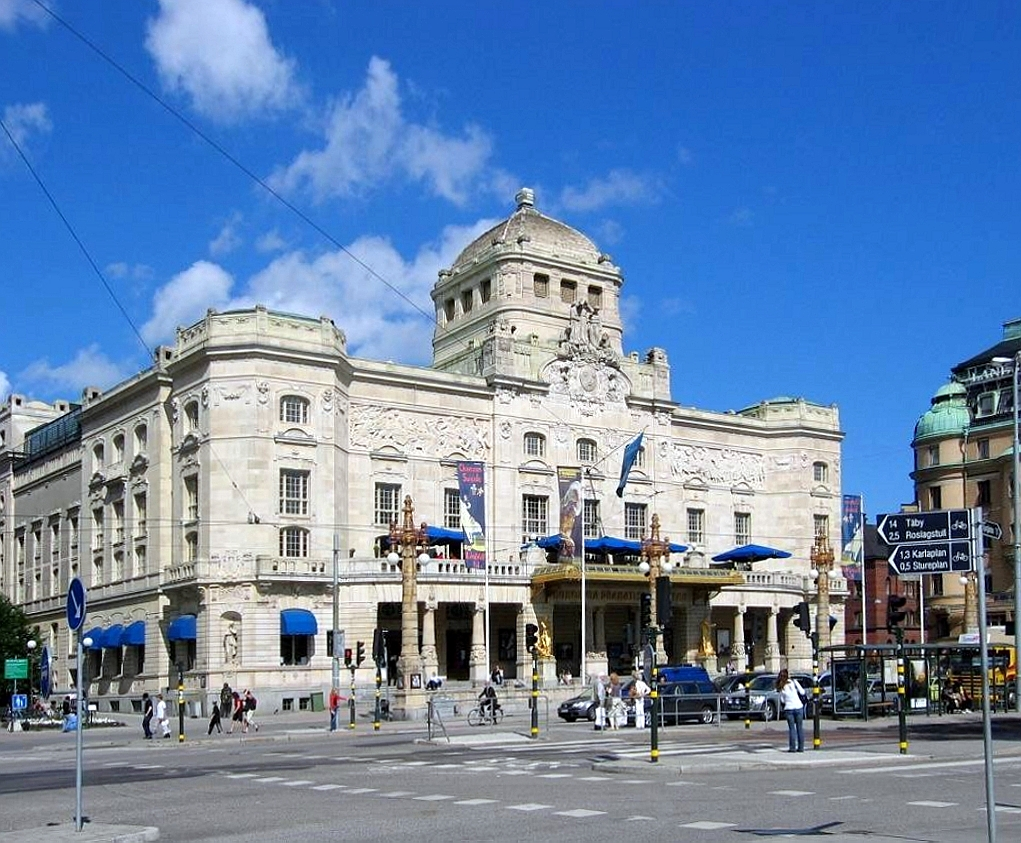
Kungliga Dramatiska Teatern i Stockholm

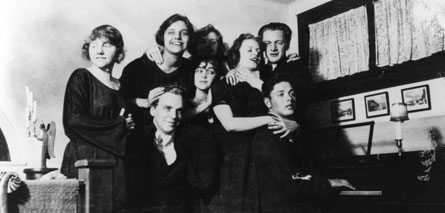
Dramatens elevskolas klass 1922-1924. På bilden syns bland andra Greta Garbo och Alf Sjöberg.

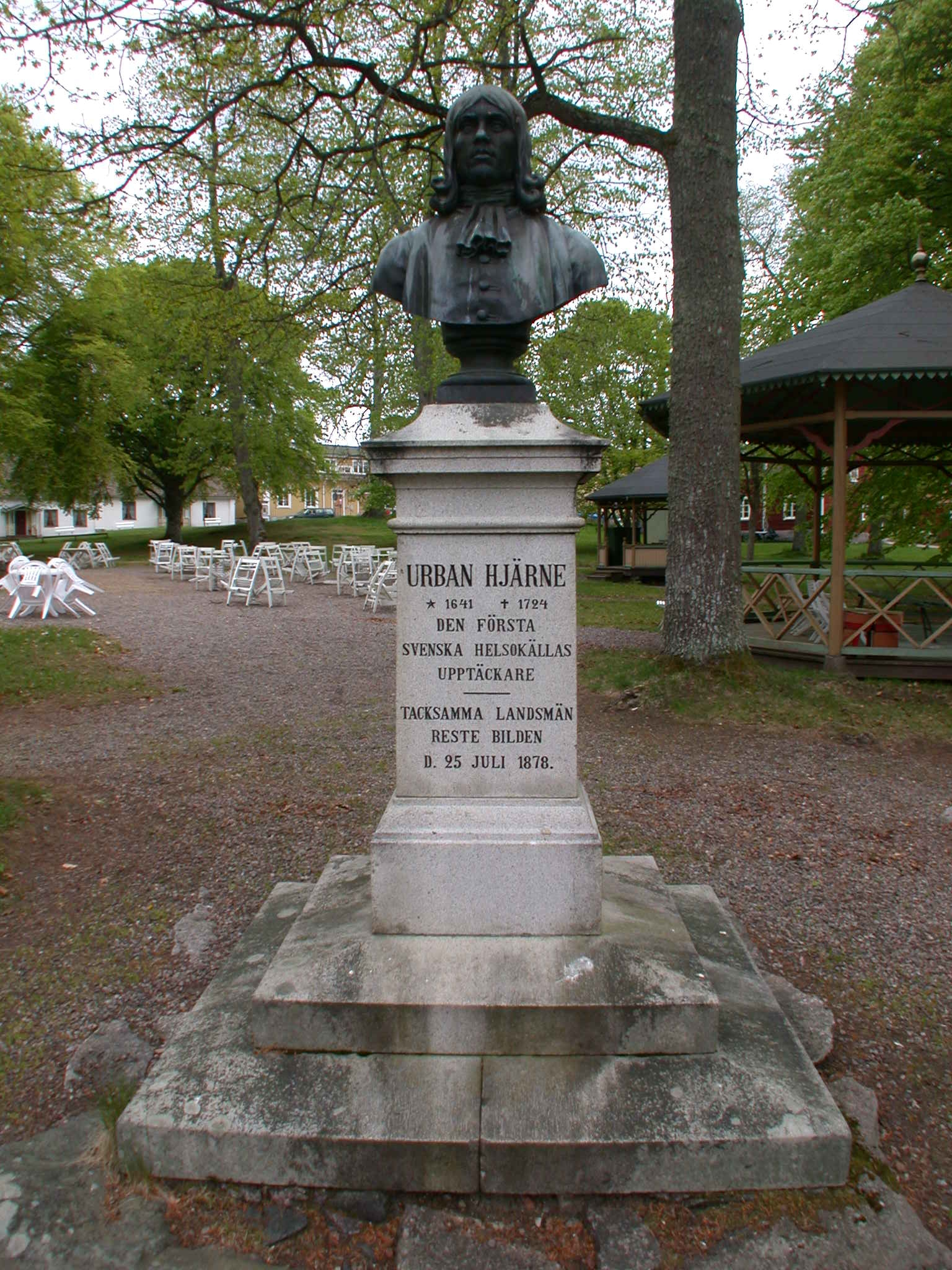
Byst av Urban Hjärne, Medevi brunn

Scenkonst i Sverige är ett samlingsnamn för teater, dans och musikalproduktion i Sverige.

## Teater
Det äldsta svenska dramat skrevs sannolikt av Olaus Petri. Under 1600-talet började en inhemsk scenkonst utvecklas under Urban Hiärne. Sveriges första teaterhus med permanent verksamhet var Stora Bollhuset i Stockholm. Idag verkar de främsta scenkonstnärerna vid Dramaten. August Strindberg är den överlägset mest namnkunnige svenske dramatikern. Andra historiska dramatiker är Olof von Dalin, Johan Henric Kellgren, Carl Jonas Love Almqvist och August Blanche. Den 1900-talets moderna regikonst som bland annat introducerats av Per Lindberg utvecklades länge av Alf Sjöberg. Samtida svenska teaterregissörer som Ingmar Bergman och Lars Norén har med scenens hjälp blottlagt människans psykologi.

## Dans och balett
Den första baletten uppfördes i Sverige av Antoine de Beaulieu 1638. De första baletterna uppförda av inhemska artister uppfördes på  Kungliga svenska skådeplatsen 1739. Kungliga Baletten grundades 1773. Koreografen Birgit Cullberg fick ett internationellt genomslag med Cullbergbaletten på 1960-talet. Därefter har baletten tagits över av sonen Mats Ek.

## Musikal och revy
HasseåTage och Povel Ramel har fått stort genomslag med underfundiga revyer. Musikerna Benny Andersson och Björn Ulvaeus har skapat flera musikaler som även nått framgång internationellt, delvis baserade på sin musik från Abba.